# Diospyros longiciliata
Diospyros longiciliata là một loài thực vật có hoa trong họ Thị. Loài này được Merr. mô tả khoa học đầu tiên năm 1920.